# Volkszählung in Brasilien 1890
Die Volkszählung in Brasilien 1890 (port.: Censo demográfico do Brasil de 1890, II Recenseamento Geral do Brasil) war die zweite Volkszählung auf brasilianischem Gebiet und die erste in der neu gegründeten Republik Brasilien. 
Die von der Generaldirektion für Statistik, die dem Ministerium für Industrie, Verkehr und öffentliche Arbeiten unterstellt ist, durchgeführte Volkszählung ergab, dass die brasilianische Bevölkerung insgesamt 14.333.915 Einwohner zählte, von denen 7.237.932 Männer und 7.095.983 Frauen waren. São Paulo und Minas Gerais waren die Bundesstaaten mit den meisten Gemeinden, nämlich 136 bzw. 117. Minas Gerais war jedoch der bevölkerungsreichste Bundesstaat mit 3.184.099 Einwohnern und derjenige mit den meisten Bezirken – 744 –, gefolgt von Bahia mit 1.919.802 Einwohnern in 293 Bezirken in 110 Städten.

## Bevölkerung nach Bundesstaaten
| Rang      | Bundesstaaten       | Bevölkerung (1890) |
| --------- | ------------------- | ------------------ |
| 1         | Minas Gerais        | 3.184.099          |
| 2         | Bahia               | 1.919.802          |
| 3         | Rio de Janeiro      | 1.399.535          |
| 4         | São Paulo           | 1.384.753          |
| 5         | Pernambuco          | 1.030.224          |
| 6         | Rio Grande do Sul   | 897.455            |
| 7         | Ceará               | 805.687            |
| 8         | Alagoas             | 511.440            |
| 9         | Paraíba             | 457.232            |
| 10        | Maranhão            | 430.854            |
| 11        | Pará                | 328.455            |
| 12        | Sergipe             | 310.926            |
| 13        | Paraná              | 249.491            |
| 14        | Santa Catarina      | 283.769            |
| 15        | Rio Grande do Norte | 268.273            |
| 16        | Piauí               | 267.609            |
| 17        | Goiás               | 227.572            |
| 18        | Amazonas            | 147.915            |
| 19        | Espírito Santo      | 135.997            |
| 20        | Mato Grosso         | 92.827             |
| insgesamt | Brasilien           | 14.333.915         |

## Bevölkerung nach Regionen
| Rang      | Große Regionen      | Bevölkerung (1890) |
| --------- | ------------------- | ------------------ |
| 1         | Região Sudeste      | 6.104.384          |
| 2         | Região Nordeste     | 6.002.047          |
| 3         | Região Sul          | 1.430.715          |
| 4         | Região Norte        | 476.370            |
| 5         | Região Centro-Oeste | 320.399            |
| Insgesamt | Brasilien           | 14.333.915         |

## Bevölkerungsreichste Gemeinden

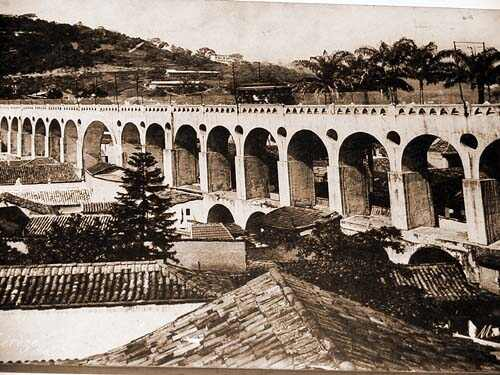
Rio de Janeiro

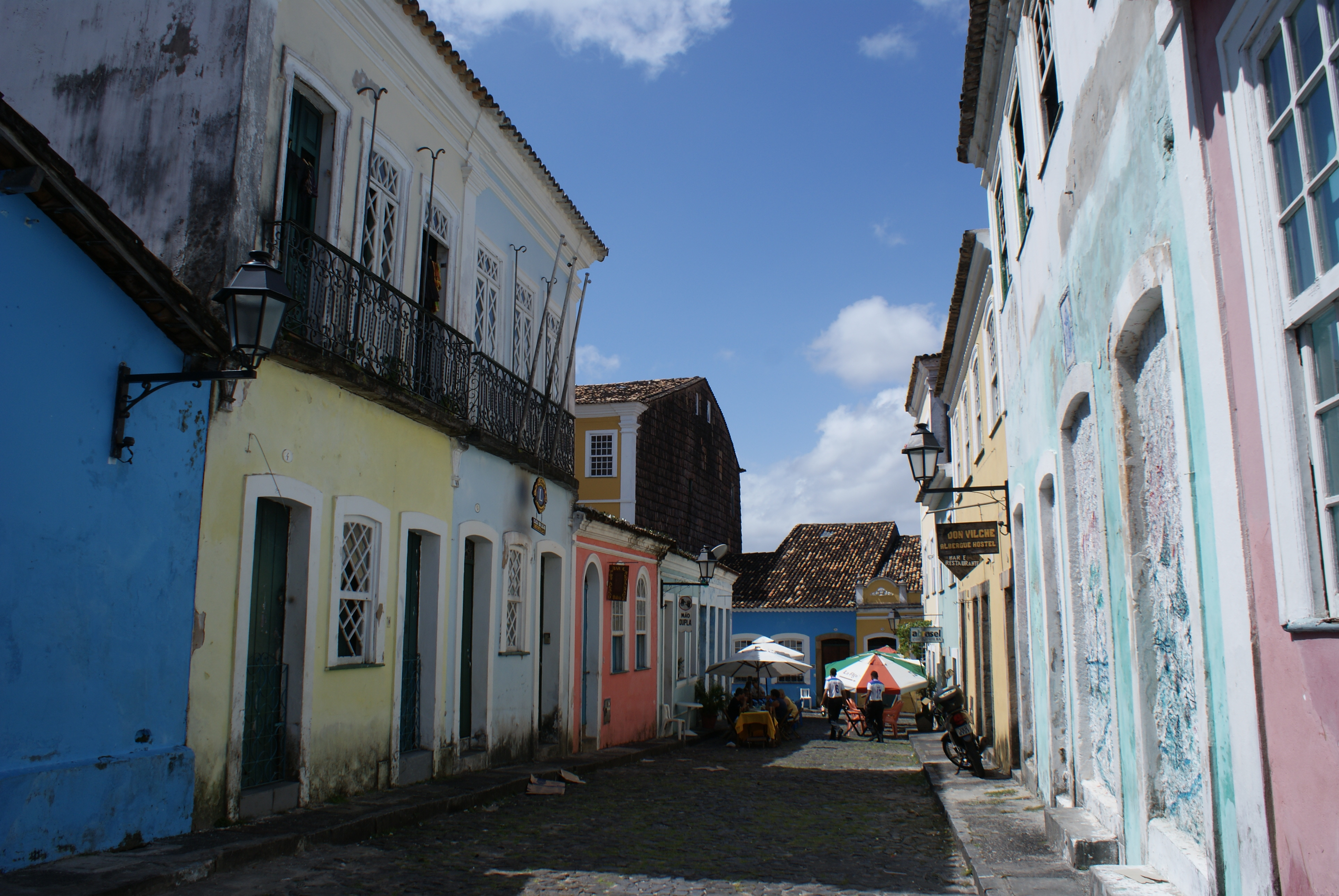
São Salvador

| Rang | Gemeinde         | Bundesstaat       | Bevölkerung (1890) |
| ---- | ---------------- | ----------------- | ------------------ |
| 1    | Rio de Janeiro   | Distrito Federal  | 522.651            |
| 2    | São Salvador     | Bahia             | 174.412            |
| 3    | Recife           | Pernambuco        | 111.556            |
| 4    | Santo Amaro      | Bahia             | 88.832             |
| 5    | Campos           | Rio de Janeiro    | 78.036             |
| 6    | Sabará           | Minas Gerais      | 77.754             |
| 7    | Serro            | Minas Gerais      | 75.270             |
| 8    | Juiz de Fora     | Minas Gerais      | 72.411             |
| 9    | Minas Novas      | Minas Gerais      | 72.411             |
| 10   | Queluz           | Minas Gerais      | 68.270             |
| 11   | São Paulo        | São Paulo         | 64.934             |
| 12   | Nazareth         | Pernambuco        | 63.746             |
| 13   | Santa Bárbara    | Minas Gerais      | 62.423             |
| 14   | Grão Mogol       | Minas Gerais      | 62.136             |
| 15   | Feira de Santana | Bahia             | 61.758             |
| 16   | Montes Claros    | Minas Gerais      | 61.555             |
| 17   | Ouro Preto       | Minas Gerais      | 59.249             |
| 18   | Barbacena        | Minas Gerais      | 57.850             |
| 19   | Mariana          | Minas Gerais      | 56.404             |
| 20   | Porto Alegre     | Rio Grande do Sul | 52.421             |